# 바젤 S반
바젤 S반(독일어: Trinationale S-Bahn Basel, 프랑스어: RER trinational de Bâle)은 1997년부터 스위스, 독일, 프랑스에서 바젤 수도권을 연결하는 S반 철도 서비스를 제공하고 있다. 국경을 가로질러 운행하는 4개 노선을 포함하여 8개의 교외 열차 노선으로 구성되어 있다.
S반은 스위스 연방 철도, 독일 자회사 SBB 유한회사, 독일 DB 및 프랑스 SNCF 모빌리티에서 운영한다. 바젤-시티, 바젤-컨트리, 아르가우, 졸로투른, 쥐라, 독일 바덴-뷔르템베르크주, 프랑스 그랑테스트의 교통 당국이 담당하고 있다. 2018년부터 그들은 S반의 미래 확장을 트리레노(trireno)라는 이름으로 협력한다.

## 운행
다양한 요인으로 인해 교외 5개 노선의 운행 빈도가 동일하지 않다. S1 라인(바젤 SBB와 슈타인 – 제킹엔 사이)과 S3 라인(올텐과 라우펜 사이)은 30분 간격으로 대규모 고객이 운행한다. 승객이 보통인 노선(TER, RB30, RB27, S5 및 S6)은 피크타임에는 30분 간격으로, 일반적으로 피크타임이 아닌 시간과 주말에는 매시간 간격으로 운영된다. 승객 수가 적은 노선(슈타인 - 제킹엔과 라우펜부르크/프리크 사이의 S1, 라우펜과 포랑트뤼 사이의 S3 및 S9) 시간 간격으로 작동한다. 3개국에서 운영되기 때문에 이러한 운영 패턴은 수요뿐만 아니라 관련된 다양한 국가 및 지방 정부에 의해 결정된다.
2개의 S반 서비스가 바젤 SBB와 프라텔른 사이와 뢰라히-슈테텐과 슈타이넨 사이의 각 노선에서 운영되어 이 노선에서 15분 간격으로 운행된다. 피크타임에는 추가 서비스가 운영된다.

## 노선
현재 운영 중인 노선은 다음과 같다.
- S1 : 바젤 SBB - 라인펠덴 – 슈타인- 제킹엔 - 프리크 / 라우펜부르크.
- S3 : 포랑트뤼 – 들레몽 - 라우펜 - 바젤 SBB – 리슈탈 – 지사히 - 올텐
- S5 : 바일 암 라인 - 뢰라히 Hbf - 슈타이넨(- 쇼프하임 – 첼(비젠탈))
- S6 : 바젤 SBB - 바젤 바트 Bf – 리헨 - 뢰라히 Hbf - 슈타이넨 - 쇼프하임 - 첼(비젠탈)
- S9 : 시사흐 - 뢰펠핑겐 - 올텐
- TER : 뮐루즈 – 바젤 SBB
- RB27 : (바젤 SBB –) 바젤 바트 Bf – 뮐하임(바덴) – 프라이부르크(브라이스가우) Hbf
- RB30 : 바젤 바트 Bf - 라인펠덴(바덴) - 바트 제킹엔 - 라우펜부르크(바덴) - 발트슈트 - 라우히링엔

S1, S3, S9 라인은 스위스에서만, TER 라인은 스위스와 프랑스, S6, RB27, RB30 라인은 스위스와 독일, S5 라인은 독일에서만 운행된다.
357km 길이의 철도 네트워크에는 현재 108개의 역과 정류장이 있으며, 그중 47개는 스위스, 54개는 독일, 7개는 프랑스에 있다. 가장 짧은 노선은 S5(14km)이고, 가장 긴 노선은 S3(106km)이다.